# 嶋津輝
嶋津 輝（しまづ てる、1969年7月13日 - ）は、日本の小説家。

## 経歴
東京都荒川区出身。日本大学法学部卒業。
編集者・根本昌夫の小説講座を受講した後、2016年に『姉といもうと』で第96回オール讀物新人賞を受賞。2023年、『襷がけの二人』で第170回直木賞候補となる。

## 作品
- 『スナック墓場』（文藝春秋、2019年9月）
  - 『駐車場のねこ』（文庫化で改題）（文春文庫、2022年4月）
- 『襷がけの二人』（文藝春秋、2023年9月）

### アンソロジー
「」が嶋津輝の作品。
- 『女ともだち』（文春文庫、2018年3月）「ラインのふたり」
- 『短篇ベストコレクション 現代の小説2019』（徳間文庫、2019年6月）「一等賞」
- 『猫はわかっている』（文春文庫、2021年10月）「猫とビデオテープ」
- 『私たちの特別な一日』（東京創元社、2023年11月）「漂泊の道」